# 2 (Nik & Jay-album)
 For alternative betydninger, se 2 (flertydig). (Se også artikler, som begynder med 2)
2 er titlen på Nik & Jay's andet album.

## Spor
1. "Pop-Pop!"
2. "En dag tilbage"
3. "Baby"
4. "Lækker"
5. "Når du græder"
6. "Rock 'N' Roll"
7. "Jeg drømte"
8. "Ryst Din Røv (Pt 2)
9. "Cruise"
10. "Strip"
11. "Kan du høre hende synge"